# 旧居留地90番地の大砲

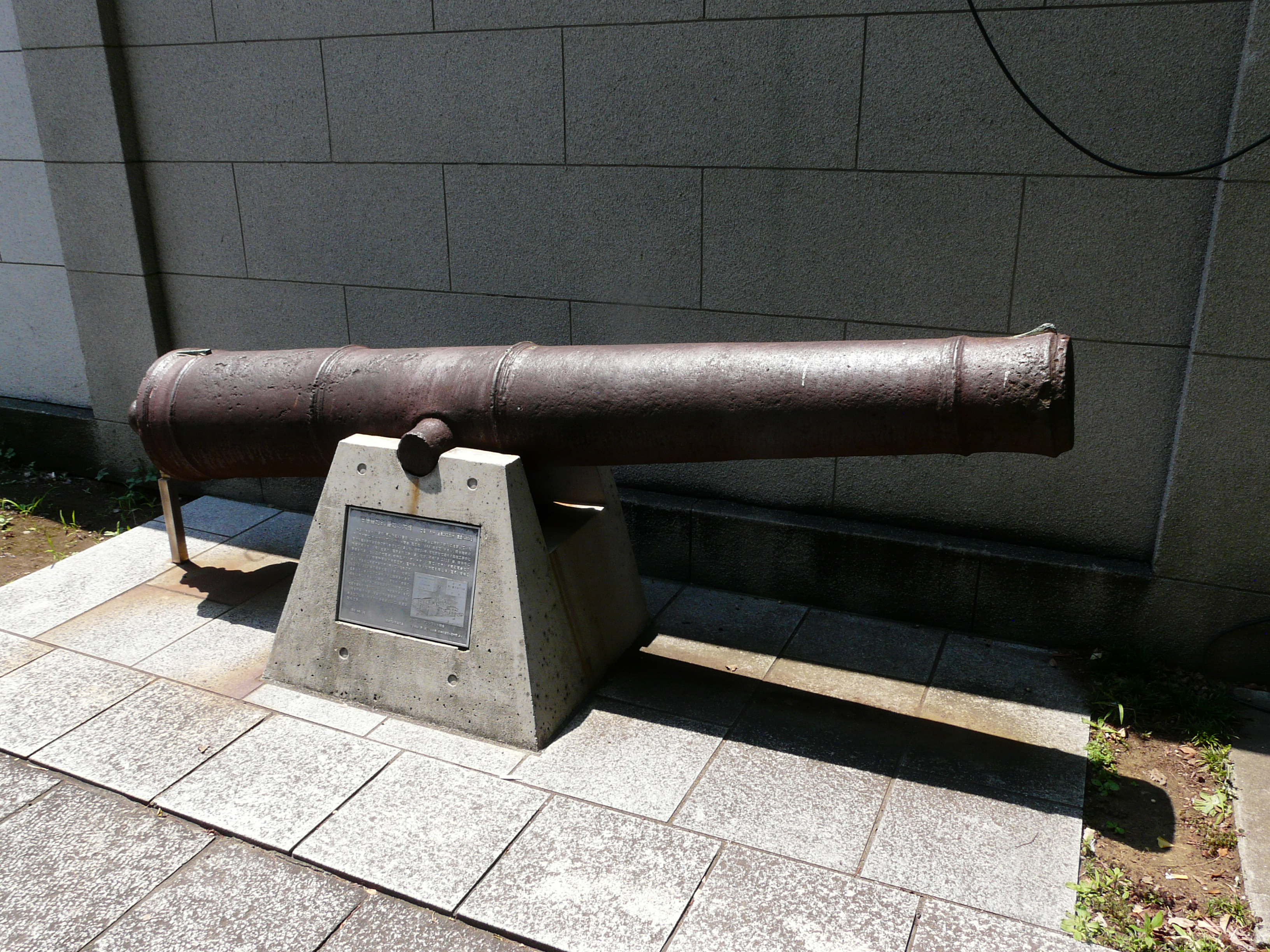
大砲（横浜開港資料館前）

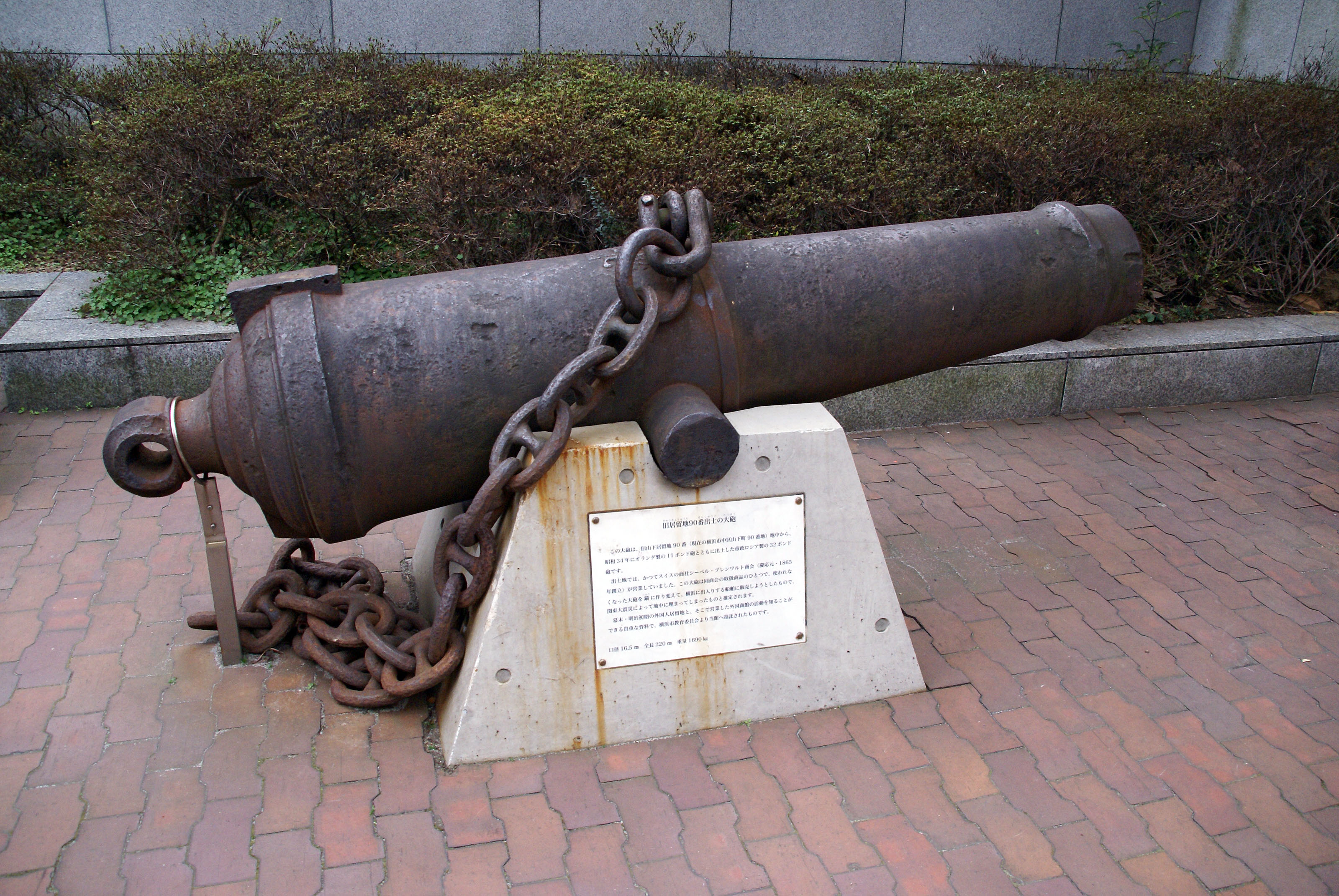
大砲（神奈川県立歴史博物館前）

旧居留地90番地の大砲（きゅうきょりゅうち90ばんちのたいほう）は、神奈川県横浜市中区に保存されている、19世紀の大砲。山下町90番地（旧外国人居留地90番地）で発見されたことにより、この名がある。現在は掘り上げた地点に近いシルク通りと開港資料館、神奈川県立歴史博物館の3ヵ所に1門ずつ据えられている。

## 概要
1959年（昭和34年）に山下町90番地工事中に掘り出されたカノン砲である。居留地90番地には、明治時代にスイスの商社「シーベル・ブレンワルト商会」があって、売れ残りの大砲を店頭に展示していたとされる。1910年（明治43年）の書籍には「ブレンワルト商会はむかし武器を扱っていた記念として倉庫に大砲を飾っていた」と記録されている。
1923年（大正12年）の関東大震災で埋没したとみなされている。
現在は街角に据えられている。
1. 開港広場公園の横浜開港資料館前[2]
2. 山下町90番地（発見地）のマンション前[要出典]
3. 神奈川県立歴史博物館前[2]

発見場所近く（現マンション）に置かれたものは「幕末の1854年（嘉永7年）にペリーが来航したとき、佐久間象山が警備のために持ってきた大砲」だと現地の説明板には記載されている。